# Cladotanytarsus acornutus
Cladotanytarsus acornutus är en tvåvingeart som beskrevs av Hermann Johannes Heinrich Jacobsen och Bily 2007. Cladotanytarsus acornutus ingår i släktet Cladotanytarsus och familjen fjädermyggor.
Artens utbredningsområde är Florida. Inga underarter finns listade i Catalogue of Life.